# Franz-Joseph Schulze
Franz-Joseph Schulze (* 18. September 1918 in Salzkotten; † 31. Januar 2005 in Bonn) war ein deutscher General und von 1977 bis 1979 Oberbefehlshaber der NATO-Streitkräfte in Mitteleuropa.

## Wehrmacht und Tätigkeiten bis 1956

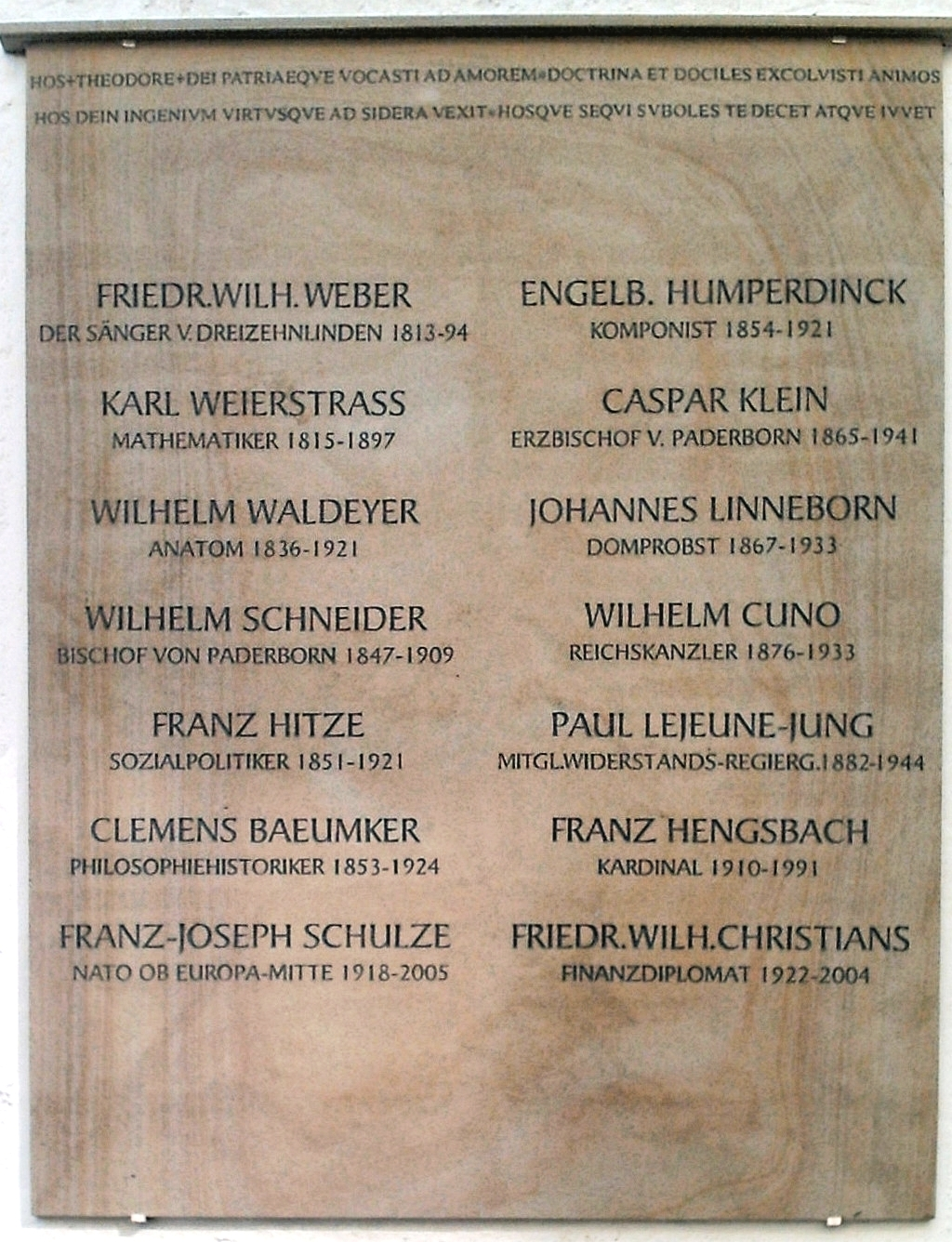
Ehrentafel am Gymnasium Theodorianum in Paderborn: Linke Seite ganz unten: Franz-Joseph Schulze

Der Sohn eines Lehrers aus dem westfälischen Salzkotten absolvierte sein Abitur im Jahre 1937 am Theodorianum Gymnasium in Paderborn. Im selben Jahr trat er als Wehrpflichtiger in die Luftwaffe ein. Anschließend wurde er Reserveoffizieranwärter und gehörte bis 1945 einem Flugabwehrverband an. Am 30. November 1944 erhielt er als Oberleutnant der Reserve und Batteriechef der 3. Batterie des Flak-Sturm-Regiments 241 (mot.) das Ritterkreuz des Eisernen Kreuzes, nachdem er einen britischen Panzerangriff während der Endphase der Schlacht von Rimini abgewehrt und dadurch einen Frontdurchbruch der Westmächte in diesem Kriegsabschnitt zum Scheitern gebracht hatte.
Von April bis Oktober 1945 befand er sich in britischer Kriegsgefangenschaft. Anschließend folgte ein Studium der Rechtswissenschaften an der Westfälischen Wilhelms-Universität in Münster. Nach der im Februar 1949 mit „Gut“ abgeschlossenen Ersten Staatsprüfung bildete sich Schulze zum Wirtschaftsprüfer fort und arbeitete bis Anfang 1956 in der Industrie.

## Offizier bei der Bundeswehr
Im März 1956 trat Franz-Joseph Schulze als Hauptmann in die Bundeswehr ein und war zunächst Prüfgruppenleiter bei den Bundeswehr-Annahmestellen in Köln, Paderborn und Münster, bis er als Dezernent zum Wehrbereichskommando III nach Düsseldorf versetzt wurde.
1957 wurde Schulze zum Major befördert und absolvierte von Februar 1958 bis Februar 1959 eine Generalstabsausbildung an der Führungsakademie der Bundeswehr in Hamburg. Im Mai 1959 wechselte er zum Führungsstab der Bundeswehr nach Bonn. 1961 wurde er zum Oberstleutnant befördert. 1962 wurde Schulze dann Kommandeur des Heeresflugabwehrbataillons 1 in Langenhagen bei Hannover und befand sich 25 Jahre nach Beginn seiner militärischen Laufbahn wieder bei seiner alten Waffengattung. Von September 1964 bis Februar 1965 war er Teilnehmer am 26. Lehrgang des NATO Defense College in Paris und erwarb sich dadurch die Qualifikation zur Verwendung in sogenannten „integrierten“ (d. h. multinationalen) NATO-Stäben. Am 1. April 1965 wurde Schulze als Oberst Leiter der Planungsabteilung in der Operationsabteilung des NATO-Hauptquartiers (AFCENT) in Fontainebleau. Während dieser Zeit war Schulze an der Ausarbeitung der Gesamtverteidigungspläne (General Defense Plan (GDP)) der NATO sowie am Umzug des NATO-Hauptquartiers von Fontainebleau nach Brunssum (Niederlande) beteiligt. Der Oberst im Generalstab (Oberst i. G.) und enge Mitarbeiter des damaligen Oberbefehlshabers der NATO Mitteleuropa, General Johann Adolf Graf von Kielmannsegg, wurde am 7. September 1967 bis 30. September 1968 Kommandeur der Panzergrenadierbrigade 19 in Ahlen.

## Generalszeit
Im Oktober 1968 wurde Franz-Joseph Schulze zum Brigadegeneral befördert und zugleich Stabsabteilungsleiter für "Militärpolitik, Führung und Operationen" im Führungsstab der Streitkräfte im Bundesministerium der Verteidigung. Gerade während dieser Zeit konnte Schulze seinem militärischen „Steckenpferd“, der Strategielehre, nachkommen.
Nach dieser Verwendung wurde Schulze im Dezember 1970 zum Generalmajor befördert und als Nachfolger von Generalmajor Karl Schnell Kommandeur der 6. Panzergrenadierdivision in Neumünster. Damit übernahm er die Führung eines militärischen Großverbandes, der für die Landesverteidigung nördlich der Elbe von Bedeutung war. Generalmajor Schulz verstärkte in seiner Kommandeurszeit nicht nur eine kriegsnahe Ausbildung, sondern erhöhte zugleich den Anspruch der Offiziersausbildung.
Am 1. Mai 1973 folgte seine Beförderung zum Generalleutnant. Erneut wurde er zugleich Nachfolger von Generalleutnant Karl Schnell und zwar diesmal als Stellvertretender Chef des Stabes im Supreme Headquarters Allied Powers Europe der NATO in Casteau bei Mons (Belgien). In dieser Funktion war Generalleutnant Schulze maßgeblicher Mitarbeiter der damaligen NATO-Oberbefehlshaber Andrew J. Goodpaster und Alexander Haig, da ihm fünf der sieben Abteilungen des NATO-Stabes unterstanden. Während seiner Amtszeit fertigte er umfassende Analysen zum damaligen Jom-Kippur-Krieg und zur Zypernkrise. Gerade die Zypern-Krise führte zu Spannungen innerhalb der NATO, da die Türkei sich innerhalb der Allianz nicht immer als gleichberechtigter Bündnispartner sah. Generalleutnant Schulze konnte durch seine klaren strategischen Analysen und nicht zuletzt auch durch intellektuelle Brillanz dazu beitragen, dass diese Spannungen beseitigt wurden und die Türkei an der Südflanke des NATO-Bündnisses zum Eckpfeiler der Luftverteidigung wurde.
Am 10. Januar 1977 wurde Generalleutnant Schulze zum dritten Mal zum direkten Nachfolger von Karl Schnell berufen. Als dieser zum Staatssekretär im Bundesministerium der Verteidigung ernannt wurde, wurde Schulze unter gleichzeitiger Beförderung zum General Oberbefehlshaber der NATO in Europa-Mitte in Brunssum. Auch in diesem Amt war er planerischer Chefberater des amerikanischen NATO-Oberbefehlshabers General Alexander Haig.
Nachdem seine Amtszeit zur Gewährleistung der Kontinuität der Truppenverflechtung und der internationalen Stabsarbeit um ein Jahr verlängert worden war, wurde Schulze am 30. September 1979 mit einem „Großen Zapfenstreich“ in den Ruhestand verabschiedet.

## Mitgliedschaften und Veröffentlichungen
Nach dem Eintritt in den Ruhestand war General a. D. Schulze Mitglied des Vereins Atlantik-Brücke. Zudem veröffentlichte er Aufsätze zur Sicherheitspolitik wie z. B.:
- Sicherheitspolitische und militärstrategische Rahmenbedingungen der Verteidigung Europas. In: Europa-Archiv, Folge 11/1984

## Auszeichnungen
- Eisernes Kreuz (1939) II. und I. Klasse
- Deutsches Kreuz in Gold am 23. Juli 1944[2]
- Ritterkreuz des Eisernen Kreuzes am 30. November 1944[2]
- Verdienstkreuz 1. Klasse des Verdienstordens der Bundesrepublik Deutschland 1973
- Großes Verdienstkreuz (1977) mit Stern und Schulterband (1979) des Verdienstordens der Bundesrepublik Deutschland[3]
- Commandeur de la Légion d’Honneur[3]
- Commander of the Legion of Merit[3]